# Antoni Sakowicz
Anton Naumowicz Sakowicz, ros. Антон Наумович Сакович (ur. 13 grudnia?/25 grudnia 1895 we wsi Nowomatiejewo w rejonie łohojskim, zm. 16 lutego 1982) – radziecki dowódca wojskowy narodowości białoruskiej. Generał porucznik służb kwatermistrzowskich Armii Radzieckiej i generał dywizji ludowego Wojska Polskiego.

## Życiorys
Był Białorusinem, synem Nauma. W latach 1915–1917 był podoficerem Armii Imperium Rosyjskiego. 10 stycznia 1919 został wcielony do Armii Czerwonej. W czasie II wojny światowej pełnił służbę na stanowisku intendenta-zastępcy dowódcy 11. i 65 Armii do spraw tyłów. 16 października 1943 roku został awansowany na generała majora służb kwatermistrzowskich.
W czerwcu 1945 roku został oddelegowany do służby w Wojsku Polskim. Początkowo był zastępcą głównego kwatermistrza, a następnie głównym kwatermistrzem Wojska Polskiego. 27 lipca 1945 roku Naczelny Dowódca WP marszałek Polski Michał Żymierski powierzył mu organizację III Wiceministerstwa Obrony Narodowej. W 1946 roku obowiązki III Wiceministra Obrony Narodowej przekazał generałowi Piotrowi Jaroszewiczowi, pozostając przez kilka miesięcy jego doradcą. 9 sierpnia 1945 roku Prezydium KRN awansowało go na generała dywizji. 3 grudnia 1945 roku zakończył służbę w WP i powrócił do ZSRR. 
Od 1946 do 1956 był szefem tyłów, m.in. 5 Armii Zmechanizowanej.

## Ordery i odznaczenia
- Order Lenina (ZSRR, 21 lutego 1945)
- Order Czerwonego Sztandaru (ZSRR, czterokrotnie: 3 czerwca 1944, 23 lipca 1944, 3 listopada 1944, 20 czerwca 1949)
- Order Bohdana Chmielnickiego I klasy (ZSRR, 29 maja 1945)[1]
- Order Kutuzowa II klasy (ZSRR, 10 kwietnia 1945)[1]
- Order Czerwonej Gwiazdy (ZSRR, 14 lutego 1943)
- Medal „Za zwycięstwo nad Niemcami w Wielkiej Wojnie Ojczyźnianej 1941–1945” (ZSRR)
- Medal „Za wyzwolenie Warszawy” (ZSRR)
- Krzyż Komandorski Orderu Odrodzenia Polski (2 listopada 1945)[5]
- Order Krzyża Grunwaldu III klasy (1946)